# Amphisbaena hiata
Amphisbaena hiata är en ödleart som beskrevs av  Montero och CÉSPEDEZ 2002. Amphisbaena hiata ingår i släktet Amphisbaena och familjen Amphisbaenidae. Inga underarter finns listade i Catalogue of Life.